# Réserve de biosphère de Jabal Moussa
La réserve de biosphère de Jabal Moussa (RBJM) est une réserve de biosphère reconnue par l'Unesco située dans le district de Kesrouan au Liban. Jabal Moussa et les villages environnants font partie du réseau mondial de réserves de biosphère de l'UNESCO dans le cadre du programme Man and Biosphere (MAB) depuis 2009. Dans le cadre du programme MAB, la RBJM travaille sur l'amélioration des moyens de subsistance humaine et sur la conservation de la nature en combinant les sciences naturelles avec les sciences sociales, l'économie et l'éducation.

## Géographie
Située sur le versant occidental du mont Liban qui surplombe la mer Méditerranée à l'ouest, la réserve couvre une superficie de 6500 hectares, à une altitude comprise entre 350 mètres au nord-ouest et 1 700 mètres au sud-est. Ses principaux villages sont Yahchouch, Qehmez, Jouret el Termos, Nahr ed Dahab, Ghbaleh, Ebreh et Chouwan.

## Biodiversité
La montagne Jabal Moussa présente une biodiversité exceptionnellement riche, avec plus de 724 espèces de flore, 25 espèces de mammifères et plus de 137 espèces d'oiseaux migrateurs et en plein essor. En 2009, Jabal Moussa a été désigné comme une zone importante pour la conservation des oiseaux. 

## Activités humaines
Afin de permettre aux populations locales un développement économique vertueux de l'environnement, le charbonnage artisanal a été autorisé. La limitation de l'urbanisation aux abords de la réserve et éviter le tourisme de masse constituent une priorité. 

## Culture
Également riche en patrimoine culturel, la réserve dépeint l'interdépendance de l'homme et de la nature tout au long de l'histoire à travers divers sites spirituels et historiques datant des périodes phénicienne, romaine et ottomane.